# Bourboule
Bourboule é uma comuna francesa na região administrativa de Auvérnia-Ródano-Alpes, no departamento Puy-de-Dôme. Estende-se por uma área de 12,73 km². Em 2010 a comuna tinha 1 814 habitantes (densidade: 142,5 hab./km²).